# Henri Farman

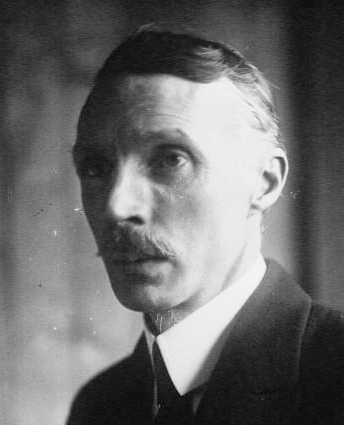
Henri Farman, 1919

Henri Farman (* 26. Mai 1874 in Paris; † 17. Juli 1958 ebenda) war ein französischer Bahnradsportler, Luftfahrtpionier, Automobilrennfahrer und Unternehmer.

## Leben

### Ausbildung
Geboren als Sohn wohlhabender englischer Eltern – sein Vater war Korrespondent einer englischen Zeitung in Paris – begann Farman zunächst eine Ausbildung als Künstler, interessierte sich aber recht bald für die neuesten Errungenschaften der Technik sowie für den Sport.
So bestritt er zunächst Radrennen und wurde französischer Steher-Meister. 1892 siegte er im Eintagesrennen Paris–Clermont-Ferrand. Mit seinem Bruder Maurice gehörte er zu den erfolgreichsten Fahrern bei Tandemrennen im Bahnradsport seiner Zeit. 1893 ging er mit Edouard de Perrodil auf eine Radtour von Paris nach Madrid; anschließend veröffentlichte Perrodil das Buch Vélo ! Toro ! Paris-Madrid à bicyclette en 1893, zu dem Farman die Zeichnungen beisteuerte. Mit den zur Wende des 20. Jahrhunderts aufkommenden Automobilrennen begann er eine Karriere als Rennfahrer zunächst in einem Panhard & Levassor. Später wechselte er in einen Renault. Für Panhard & Levassor belegte er beispielsweise 1902 beim über drei Tage andauernden Rennen Paris–Wien hinter Marcel Renault den zweiten Rang und 1903 beim Gordon-Bennett-Cup im irischen Athy Rang drei. 1907 und 1908 trat er beim Großen Preis von Frankreich an, konnte aber keine nennenswerten Ergebnisse erzielen.

### Luftfahrtpionier und Unternehmer

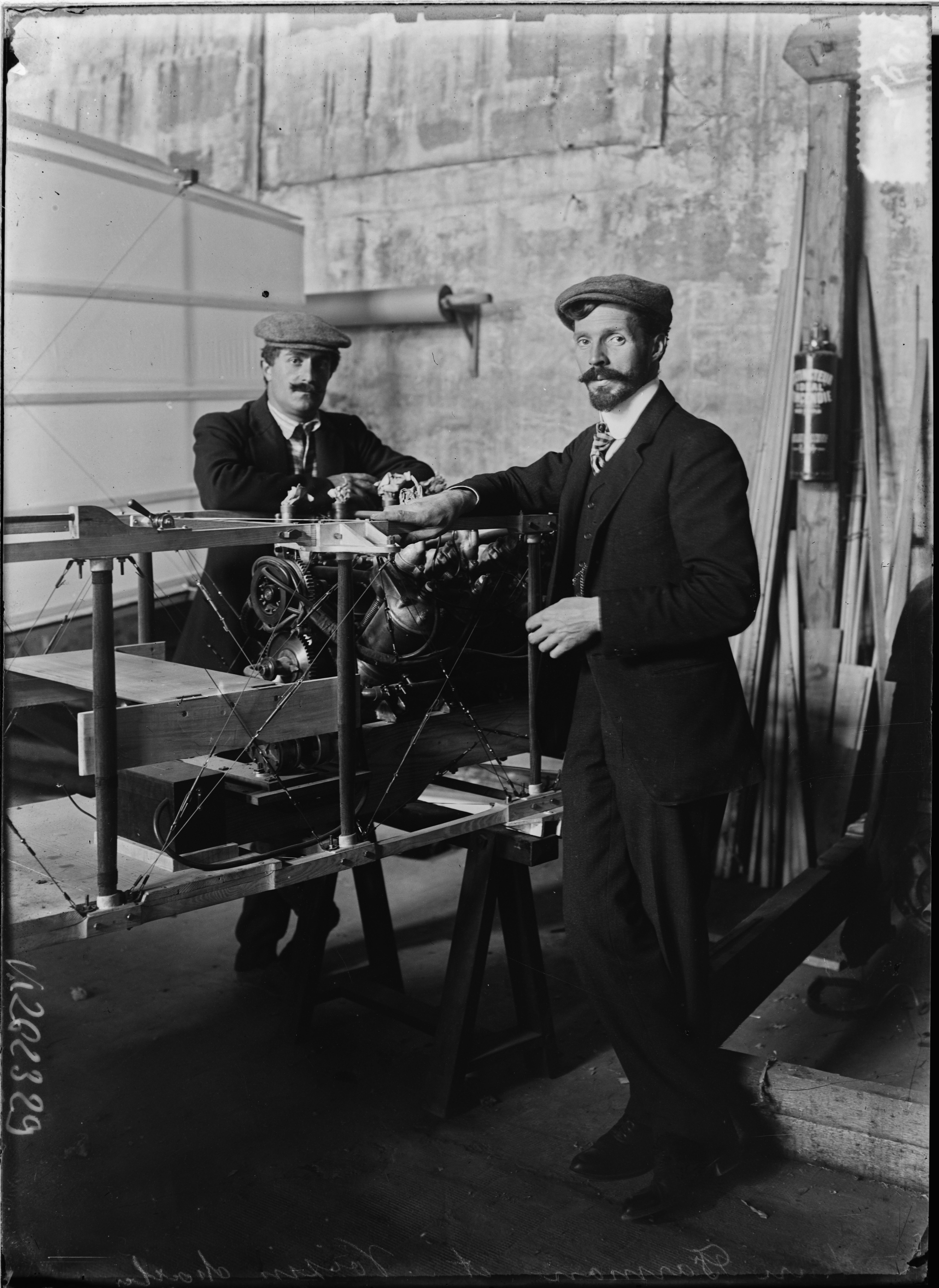
Farman (im Vordergrund) mit Charles Voisin, 1907

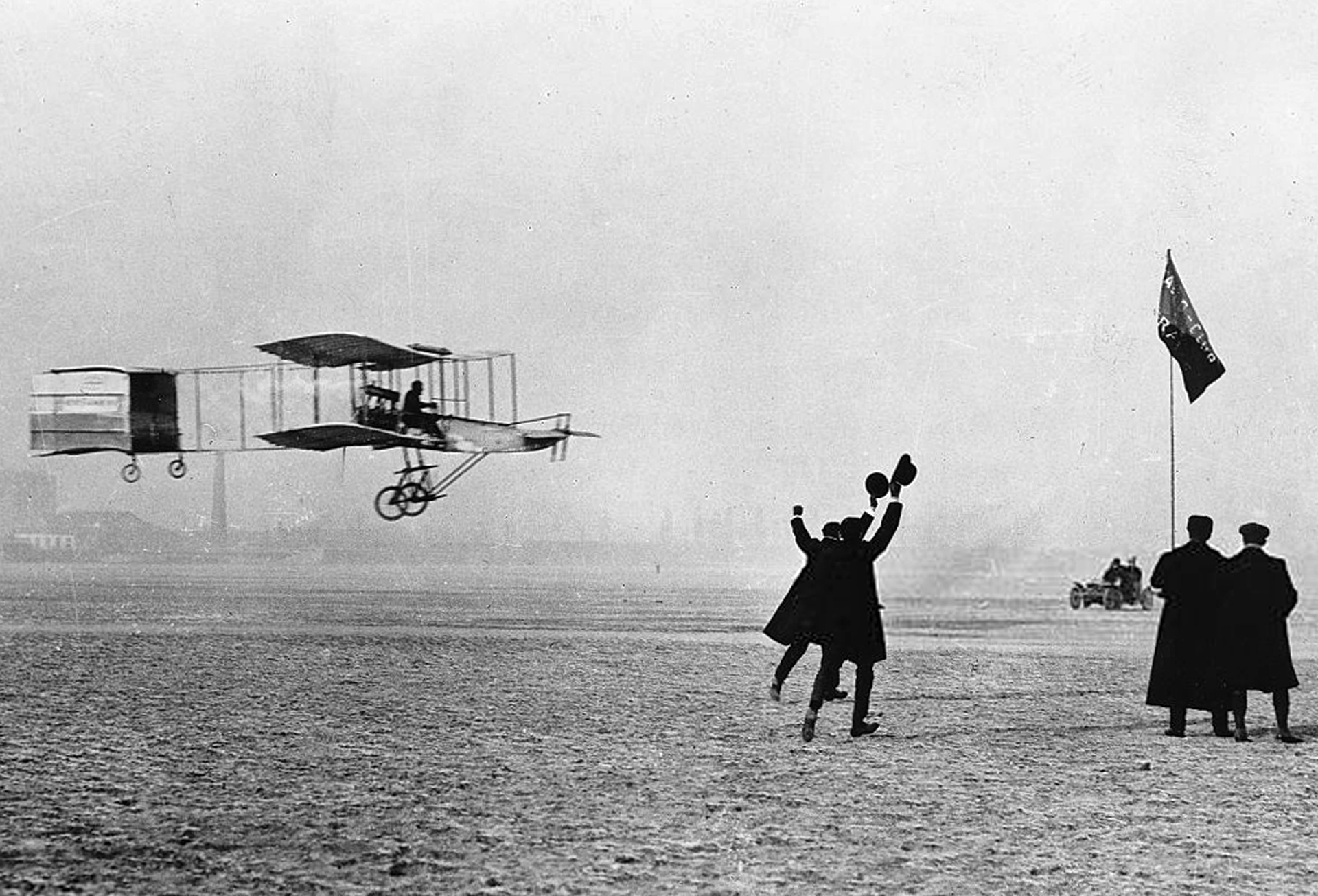
Henri Farman am 13. Januar 1908 auf dem Flugplatz Issy-les-Moulineaux mit seiner Voisin-Farman I beim Flug zum Grand Prix d’Aviation

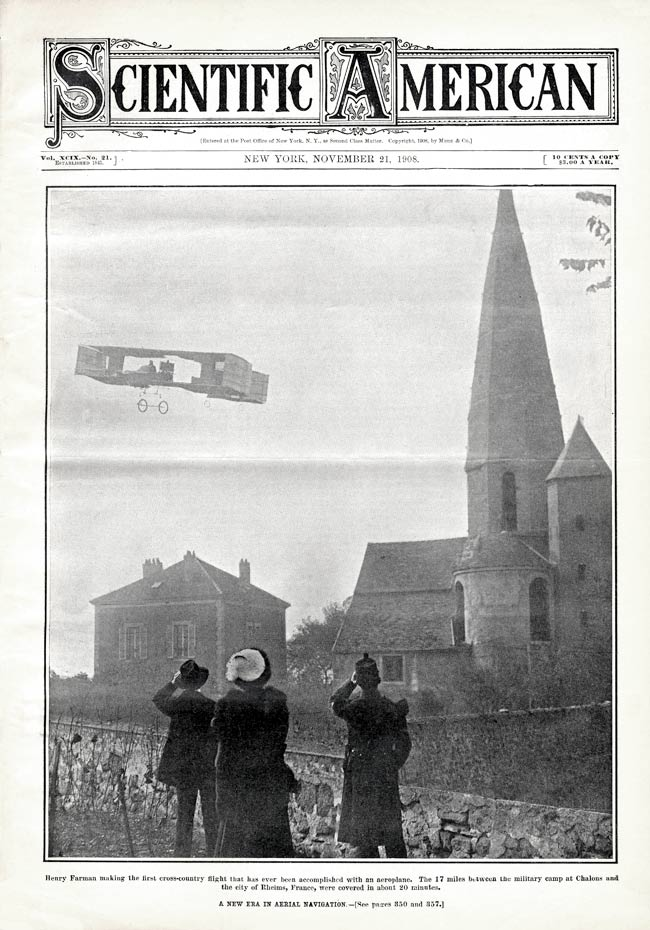
Farman am 30. Oktober 1908 beim ersten Überlandflug in Europa von Chalons nach Reims (27 Kilometer in 20 Minuten).

Nach einem Unfall wandte sich Farman nunmehr der Fliegerei zu und erwarb im Jahre 1907 als einer der ersten Kunden ein Voisin-Motorflugzeug des Konstrukteurs Gabriel Voisin. Da die Brüder Voisin den Namen des Eigentümers gut sichtbar auf dem hinteren Teil des Rumpfes anbrachten, wurde diese Maschine als Voisin-Farman I bekannt.
Sofort begann Farman zusammen mit seinem Bruder Maurice, diese Maschine zu modifizieren. Am 26. Oktober 1907 errang er in diesem Flugzeug auf dem Flugplatz Issy-les-Moulineaux den Geschwindigkeitsweltrekord für Landflugzeuge mit 52,7 km/h.
Am 13. Januar 1908 gelang Henri Farman ebenfalls in Issy-les-Moulineaux der erste Motorflug der Welt über eine Distanz von einem Kilometer. Für diese Leistung erhielt er den mit 50.000 Francs dotierten Grand Prix d’Aviation. In der Folgezeit konnte er die fliegend zurückgelegte Distanz bis auf 24,125 km steigern.
Farman war am 21. März 1908 nach einem Bericht von Le Matin bei Flugübungen in Issy-les-Moulineaux der erste Flugpassagier bei Léon Delagrange, als Delagrange mit seiner Maschine in kurzen Sprüngen zum Hangar zurückflog. In Buc bei Versailles betrieb Farman im Jahre 1908 eine Flugschule. Am 30. Oktober 1908 flog Farman in 20 Minuten 27 Kilometer von Chalons nach Reims. Dieser Flug wurde von Scientific American als erster europäischer Überlandflug gemeldet (s. Bild).
Nach einem Streit mit Gabriel Voisin entwickelte und baute er 1909 die Farman III, Erstflug 6. April 1909. Mit dieser mit Querrudern ausgerüsteten Maschine gewann er bei der Flugwoche in Reims 1909 mehrere Preise.
Mitte November 1910 richtete er (vermutlich als Erster) eine Personenverkehrslinie durch Flugzeuge zwischen Buc, wo seine Werkstätten waren, und Etampes, wo sein Flugfeld war, ein. Die Strecke mit einer Entfernung von 40 km war durch Flaggen gekennzeichnet.
Im Jahre 1912 gründete er mit seinen Brüdern Maurice, der bereits vorher Flugzeuge in Buc konstruiert hatte, und Richard die Flugzeugproduktionsfirma Farman Frères in Boulogne-Billancourt. Sie stellten dort zunächst die für sie charakteristischen Doppeldecker mit Druckschraube her, welche hauptsächlich für militärische Zwecke und Ausbildungsflüge genutzt wurden.
Farman-Flugzeuge nahmen auf alliierter Seite am Ersten Weltkrieg als Aufklärungs- und Beobachtungsmaschinen teil. Die bekanntesten Vertreter waren die Farman M.F.7 und die Farman M.F.11. Die M.F.7 war als Aufklärer vorgesehen, während die M.F.11 ein leichtes Kampfflugzeug war und den Spitznamen Shorthorn trug. Beide Modelle waren zweisitzige Doppeldecker.

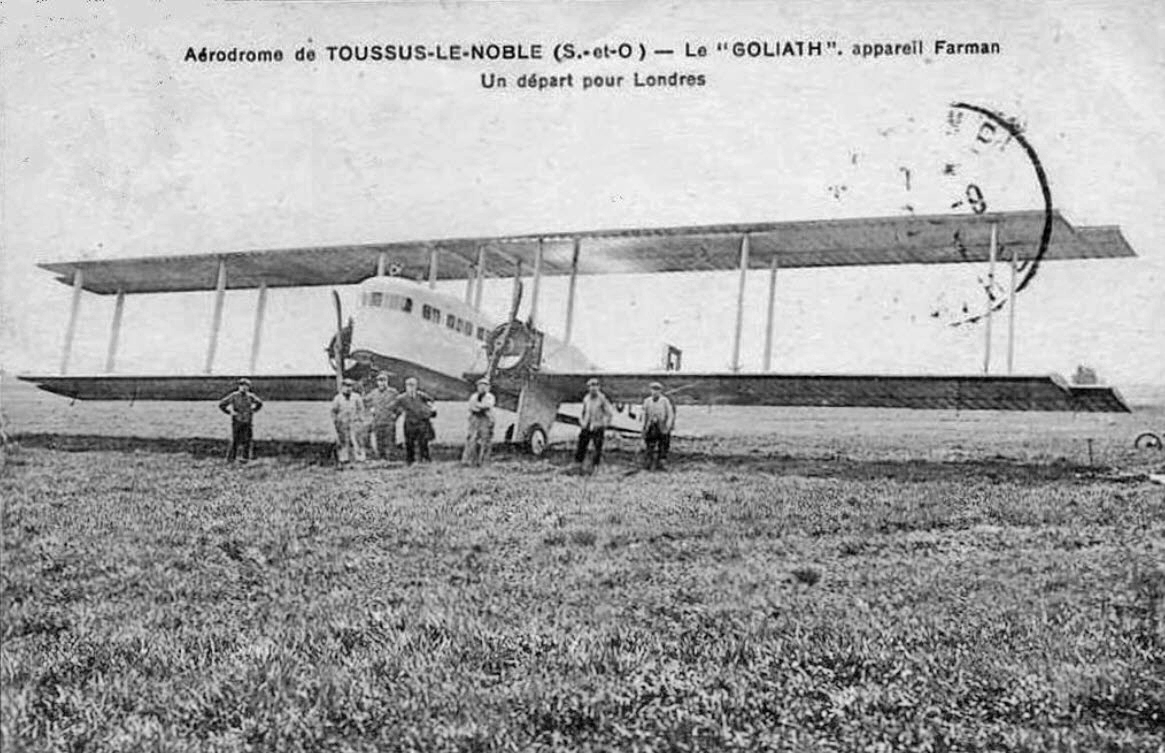
Ab Februar 1919 wurde von den Lignes Aériennes Farman mit einer Farman F.60 „Goliath“ zwischen Toussus-le-Noble bei Paris und der Royal Air Force Station Kenley bei London die erste internationale Linienverbindung eingerichtet

Der 1918 entstandene Bomber-Prototyp FF.60, eine Weiterentwicklung der von Farman in Boulogne-Billancourt gebauten Bomber, wurde Ende des Krieges durch Änderungen an der Zelle in eine Passagiermaschine umkonstruiert. Das Farman F.60 „Goliath“ genannte Flugzeug hatte im Januar 1919 seinen Erstflug. Mit ihm wurde ab 8. Februar 1919 von der neu gegründeten Lignes Aériennes Farman auf der Strecke von Toussus-le-Noble bei Paris zur Royal Air Force Station Kenley bei London die erste internationale Linienverbindung eingerichtet. Die zweimotorige Farman F.60 brach mehrere Flugrekorde und wurde zum Meilenstein in der damaligen französischen Zivilluftfahrt und in weiten Teilen Europas. Die erste französische Linienfluggesellschaft Lignes Aériennes Farman ging später in die Air France über.
Im Jahr 1919 erhielt Henri Farman aufgrund seiner Verdienste für die französische Luftfahrt den Titel Ritter der Ehrenlegion.
Im Jahre 1937, ein Jahr nach der Verstaatlichung der französischen Luftfahrtindustrie, also auch seines Unternehmens, zog sich Farman aus dem Flugzeuggeschäft zurück. Die Firma arbeitet unter dem Namen S.N.C.A.C. (Société Nationale de Constructions Aéronautiques du Centre) weiter. Bis zur Übernahme trugen die Maschinen die Namen der Farmans vor der Typenbezeichnung.

### World Unlimited Water Speed Record

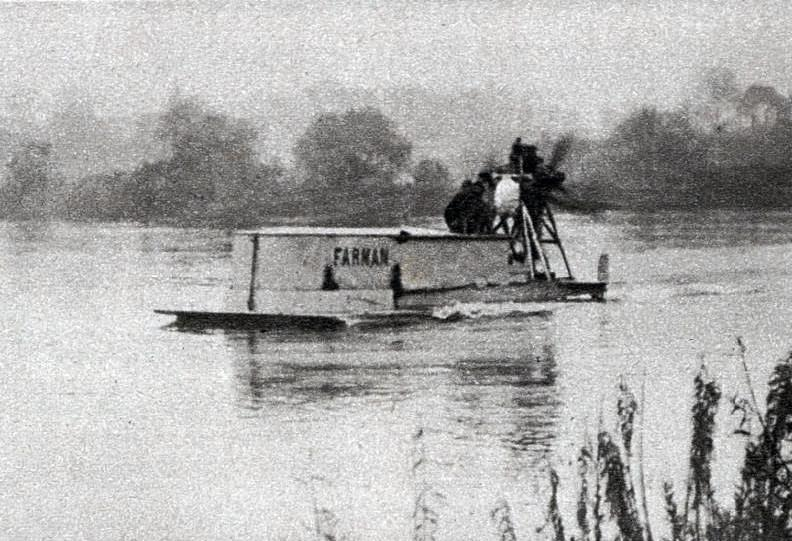
Jules Fis(c)her (USA), 10. November auf der Seine (bei Sartrouville), mit dem Farman Hydroglider

Am 10. November 1924 stellte der US-Amerikaner Jules Fisher auf der Seine (bei Sartrouville) mit einem, von Henri Farman entworfenen und gebauten, Boot einen absoluten Geschwindigkeitsrekord für Wasserfahrzeuge auf. Der Farman Hydroglider war ein Gleitboot (umgangssprachlich Sumpfboot) mit einem 450 PS (331 kW) starken Flugzeugmotor und erreichte eine Geschwindigkeit von 140,644 km/h (87,392 mph).

## Ehrungen
In Erinnerung an Farmans Pionierleistungen trägt der Farman-Nunatak in der Antarktis seinen Namen.

## Siehe auch

Ein startbereiter HF-20 der schweizerischen Luftwaffe im Ersten Weltkrieg
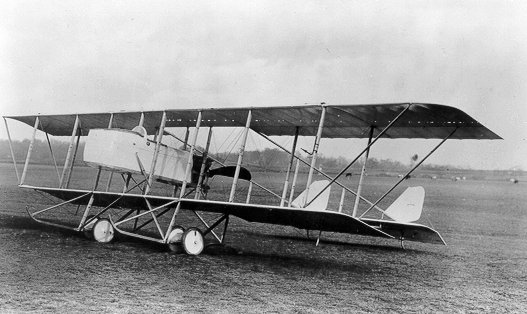
Farman M.F.11 Shorthorn, 1915